# Аутентическое толкование права
Аутентическое (аутентичное) толкование права — вид толкования норм права; представляет собой разъяснение норм права, даваемое органом, издавшим их. Аутентическое толкование норм права характеризуется прямым разъяснением смысла правовых норм и носит обязательный характер для тех, кто их применяет. Является средством восполнения пробелов в законодательстве и наиболее авторитетным видом толкования.

## Значение аутентичного толкования
Результаты аутентичного толкования имеют такую же юридическую силу, как и сама интерпретируемая норма; они оформляются в ясно выраженном виде (договор, декларация, коммюнике) либо находят отображение в согласованной практике.

## Применение в разных странах мира
Среди российских учёных-правоведов нет единства относительно существования аутентичного толкования в России. Так, согласно доктору юридических наук, профессору Наталье Лопашенко, в настоящее время Конституцией РФ не предусмотрено возможности аутентичного толкования каких-либо законов, в том числе уголовного. С этим тезисом не согласны доктор юридических наук, профессор Владимир Сергеевич Комиссаров, и кандидат юридических наук, профессор, Заслуженный юрист Российской Федерации Анатолий Павлухин, которые приводят простой пример из уголовного законодательства — примечание 1 к статье 158 Уголовного кодекса Российской Федерации, которое по их мнению является наглядным примером аутентичного толкования. Доктор юридических наук, профессор Алексей Григорьевич Кибальник считает что аутентичное толкование осуществляется Государственной Думой Федерального Собрания РФ. Также по его мнению, аутентичное толкование имеет обязательную силу и, по существу, является изменением Уголовного кодекса Российской Федерации.